# TOB2
TOB2‏ (Transducer of ERBB2, 2) هوَ بروتين يُشَفر بواسطة جين TOB2 في الإنسان.